# Королівський роман
«Королівський роман» (дан. En kongelig affære) — данський історичний фільм-драма 2012 року, режисера Ніколая Арсела (Nikolaj Arcel) в головних ролях такі актори як Мадс Міккельсен, Алісія Вікандер та Міккел Бое Фольсґаард. В основі фільму реальна історія, а також однойменний роман Боділа Стенсена-Лета. Історія відбувається у 18 столітті, при дворі психічно хворого короля Данії Кристіаном VII, і фокусується на романі між королевою і королівським лікарем Йоганом Струензе.
Стрічка отримала Срібного ведмедя на Берлінале 2012 за найкращий сценарій, а виконавець ролі Крістіана VII Міккел Бое Фольсґаард здобув цю нагороду як найкращий актор. Також в 2013 фільм був номінований на премії Золотий Глобус, Оскар та Сезар як найкращий фільм іноземною мовою.

## Опис
Це історія, що відбувалася в Данському королівстві в середині 18-го сторіччя. Юна королева Кароліна-Матильда ненавидить свого чоловіка — психічно хворого короля Крістіана VII, який віддає перевагу повіям, а не їй. Поява в свиті короля німецького лікаря-вільнодумця Йоганна Фрідріха Струензе вносить серйозні корективи не тільки в життя Кароліни, яка закохується в красеня доктора, але і в життя датчан — Струензе чинить серйозний вплив на короля, який поступово змінює уряд. На жаль, роман королеви і лікаря приречений, оскільки мачуха Крістіана не в захваті від змін в Копенгагені.

## У ролях
- Мадс Міккельсен — Йоган Фрідріх Струензе
- Алісія Вікандер — Каролін-Матильда
- Міккел Бое Фольсґаард — Кристіан VII
- Давид Денсік — Ове Гег-Ґульдберг
- Сорен Меллінг — Гартманн
- Тріне Дюргольм —  Юліан-Марія
- Вілльям Йенк Нільсен — Фредерік VI
- Розалінд Мюнстер — Наташа
- Сьорена К'єркегора — Мюнстер

## Нагороди
У 2012 році На Берлінському кінофестивалі Міккел Бое Фольсґаард отримав Срібного ведмедя, а сценаристи Ніколай Арсел та Расмус Хейстерберг — нагороду за найкращий сценарій.